# Dicrotendipes taylori
Dicrotendipes taylori är en tvåvingeart som först beskrevs av Freeman 1961.  Dicrotendipes taylori ingår i släktet Dicrotendipes och familjen fjädermyggor. Inga underarter finns listade i Catalogue of Life.